# Eothinia poitera
Eothinia poitera är en hjuldjursart som beskrevs av Myers 1933. Eothinia poitera ingår i släktet Eothinia och familjen Notommatidae. Inga underarter finns listade i Catalogue of Life.